# Вила дел Сол (Тексас)
Вила дел Сол (енгл. Villa del Sol) насељено је место без административног статуса у америчкој савезној држави Тексас.

## Демографија
По попису из 2010. године број становника је 175, што је 43 (32,6%) становника више него 2000. године.
| Група             | 2000.       | 2010.       |
| Белци             | 8 (6,1%)    | 7 (4,0%)    |
| Афроамериканци    | 0 (0,0%)    | 0 (0,0%)    |
| Азијати           | 3 (2,3%)    | 0 (0,0%)    |
| Хиспаноамериканци | 121 (91,7%) | 167 (95,4%) |
| Укупно            | 132         | 175         |